# مرکز تربیت و عملیات سپکا
سگ پلیس کار آزموده که به اختصار سپکا نامیده میشود. یکی از واحد های تخصصی فرماندهی انتظامی جمهوری اسلامی ایران است که از زیر مجموعه پلیس مبارزه با مواد مخدر فراجا میباشد که در بسیاری از ماموریت های پلیس حسب مورد ایفای وظیفه میکند که از این میان میتوان به کشف مواد مخدر،کشف مواد منفجره و ... اشاره کرد.
سگ های آموزش دیده غالباً از کشور فرانسه وارد ایران شده و مربیان میبایست اصول اولیه فرمان به سگ را به زبان فرانسوی آموزش دیده و از سگ واگذار شده بخواهند تا نسبت به انجام فرامین و آموزش ها فرمانپذیر شوند. شایان ذکر است که باروری و تکثیر توله ها نیز هم اکنون در ایران در حال اجرا است.
این واحد توسط افرادی توانمند اداره می‌شود که به تربیت و آموزش تخصصی سگ‌هایی می پردازند که در بسیاری از مأموریت ها و عملیات پلیس می‌توانند نقش‌های اثربخشی از خود نشان دهند. 
نکته قابل تامل در این واحد این است که هر یک از سگ‌ها تحت نظر یک مربی آموزش دیده و تنها از مربی خود حرف شنوی داشته و از سوی دیگر مربی به زبان‌های مورد علاقه خود گاه فارسی، انگلیسی ، آلمانی و فرانسوی با سگ سخن می گوید و این حیوان تحت فرمان مربی خود عمل می‌کند.  
هر یک از سگ‌های واحد سپکا براساس توانمندی و قابلیت‌هایی که دارد، تحت آموزش قرار می‌گیرد. به عنوان مثال برخی از سگ‌ها توانایی بالایی در مأموریت‌های مربوط به گروگانگیری دارند که تحت نظر مربی خود آموزش‌های مرتبط با این نوع مأموریت‌ها را فرا می‌گیرند. 
برخی از سگ‌ها توانایی خوبی در اکتشاف مواد مخدر و دارو دارند و برخی دیگر به دلیل داشتن جثه‌های بزرگ به لحاظ روانی و ایجاد رعب و وحشت برای آرام کردن اغتشاشات مناسب هستند.
این مرکز در کمالشهر کرج واقع شده است.